# Wedlock
Wedlock är en amerikansk långfilm från 1991 i regi av Lewis Teague, med Rutger Hauer, Mimi Rogers, Joan Chen och James Remar i rollerna.

## Handling
Det är någon gång i framtiden. Frank Warren (Rutger Hauer) genomför ett vågad dimantrån tillsammans med sin tjej Noelle (Joan Chen) och sin gamla kollega Sam (James Remar). Under flykten splittras gruppen. När han senare träffar på sina medbrottslingar inser han att han blivit lurad; Noelle och Sam är numera ihop och Noelle skjuter Frank i bröstet och lämnar honom att dö. Men det Noelle och Sam inte räknat med var att Frank under flykten lyckats gömma bytet.
Frank förs till ett fängelse utan väggar eller tak. Istället har varenda fånge ett halsband runt halsen. Halsbandet är ihopparat med en annans fånges och om de någonsin kommer 100 meter ifrån varandra exploderar de båda. Fängelsechefen Holliday (Stephen Tobolowsky) samarbetar med Sam och Noelle och försöker få Frank att avslöja var han gömt sina diamanter, men trots alla påtryckningar vägrar han säga något. Efter ett slagsmål snor fången Tracy Riggs (Mimi Rogers) en ambulans och tar med sig Frank; en vakt har berättat för henne att Frank är hennes hemliga partner. Under flykten kommer paret närmare varandra, men det visar sig snart att Tracy jobbar för Holliday, hon har blivit lovad frihet om hon kan få Frank att avslöja var diamanterna finns.

## Rollista
| Rutger Hauer       | – Frank Warren            |
| Mimi Rogers        | – Tracy Riggs             |
| Joan Chen          | – Noelle                  |
| James Remar        | – Sam                     |
| Stephen Tobolowsky | – Fängelsechefen Holliday |
| Basil Wallace      | – Emerald                 |
| Grand L. Bush      | – Jasper                  |
| Denis Forest       | – Puce                    |
| Glenn Plummer      | – Teal                    |
| Belle Avery        | – Deborah                 |

## Produktion
Filmen spelades in i Los Angeles och andra delar av Kalifornien.